# Cube Vision
Cube Vision (czasami stylizowana na CubeVision lub CubVision) – amerykańska firma produkcyjna założona w 1999 przez rapera Ice'a Cube'a i Matta Alvareza.

## Historia
Ice Cube rozpoczął karierę jako producent filmowy w 1995 ze swoją ówczesną menedżerką Patricią Charbonnet. Razem wyprodukowali takie filmy jak m.in. Piątek (1995), Niebezpieczny kraj (1997) i Striptizerki (1998). Cube Vision zajął się produkcją filmów takich jak m.in. Liczą się tylko Frankliny (2002), Barbershop (2002) i Kolejny piątek (2002), trzeci film z piątkowej serii filmów.
W lutym 2003 Ice Cube podpisał kontrakt, aby zagrać i wyprodukować trzy obrazy z wytwórnią Revolution Studios. W wywiadzie Cube powiedział o transakcji: „Wierzę, że z tego związku wydarzy się wiele dobrych rzeczy dla obu (Revolution i Cube Vision)”. Filmami, które mają pochodzić ze współpracy z Revolution Studios, będą xXx 2: Następny poziom z kwietnia 2005, w którym Cube tylko zagrał, oraz Daleko jeszcze? w styczniu 2005 i Jak długo jeszcze? w kwietniu 2007, w którym Cube wystąpił i wyprodukował dla Cube Vision.
W 2016 CubeVision podpisało umowę z 20th Century Fox, która obejmie rozwój programów dla wszystkich sklepów i uzyska dostęp do biblioteki muzycznej Cube'a.

## Produkcja filmowa
- Następny piątek (2000)
- Liczą się tylko Frankliny (2002)
- Barbershop (2002)
- Kolejny piątek (2002)
- Barbershop 2: Z powrotem w interesie (2004)
- Daleko jeszcze? (2005)
- Salon piękności (2005)
- Jak długo jeszcze? (2007)
- Święty szmal (2008)
- The Longshots (2008)
- Nastukani producenci (2009)
- Loteria (2010)
- Prawdziwa jazda (2014)
- Straight Outta Compton (2015)
- Prawdziwa jazda 2 (2016)
- Barbershop 3: Na ostro (2016)

### Nadchodzące filmy
- Dock (TBA)
- Ostatni piątek (TBA)
- Oliver Twist (TBA)

## Produkcja telewizyjna
- Barbershop (2005)
- Black. White. (2006)
- Friday: The Animated Series (2007)
- Daleko jeszcze? (2010-2013)
- Hip Hop Squares (od 2017)

### Filmy telewizyjne
- Straight Outta L.A. (2010)